# Görvälndagen

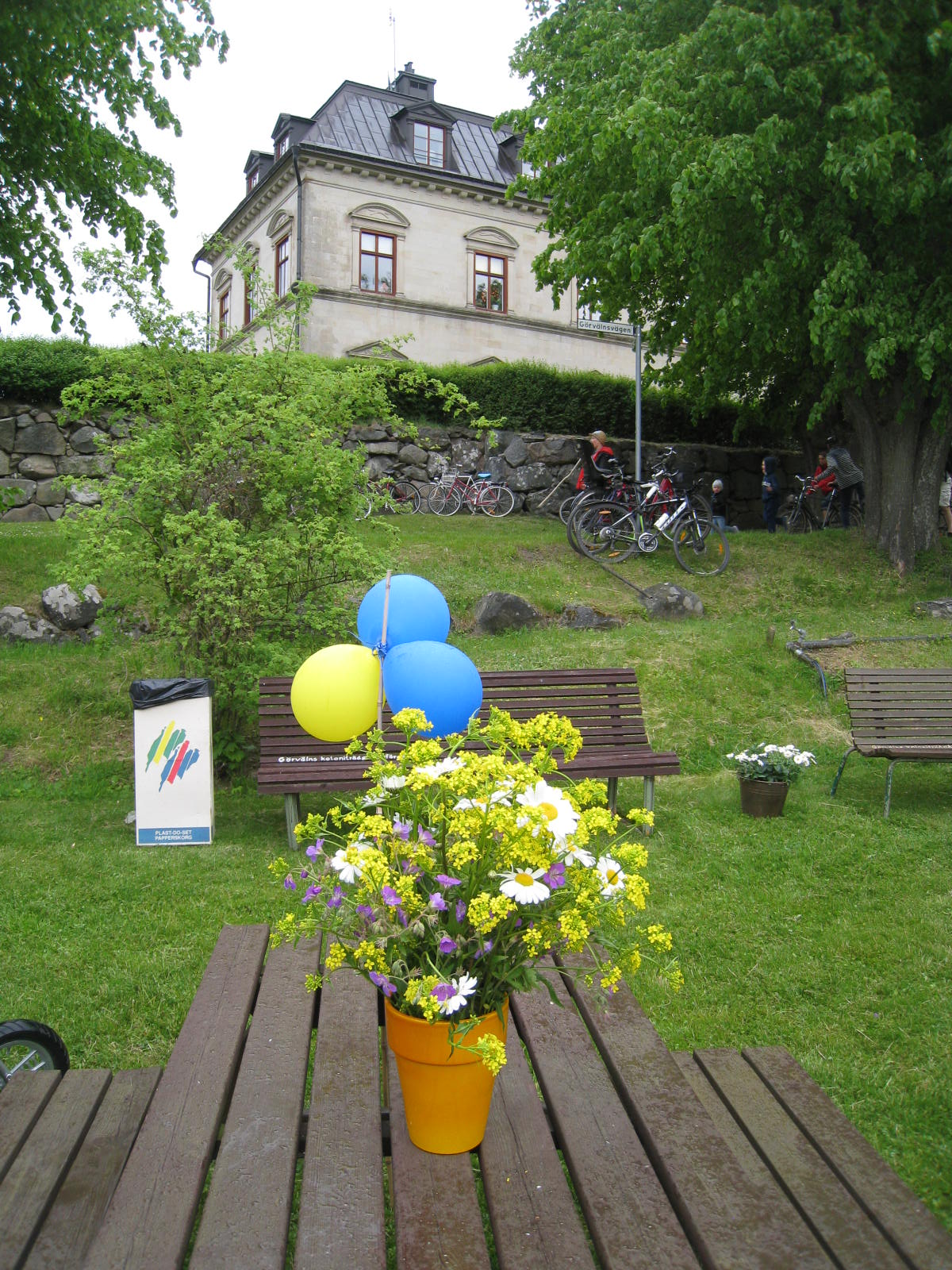
Görvälndagen och Nationaldagen firas vid Görvälns slott.

Görvälndagen är en hembygdsdag som arrangeras årligen av Järfälla hembygdsförening och Järfälla kommun tillsammans vid Görvälns slott i Järfälla kommun. Varje år sedan hembygdsföreningen bildades 1974 har föreningen arrangerat en hembygdsdag, Görvälndagen, vid Görvälns gård vid Görvälnsvägens slut vid Mälaren. En mängd olika musik- och dansevenemang samt kulturevenemang bjuds under dagen vid slottet och i slottsparken.

## Bakgrund

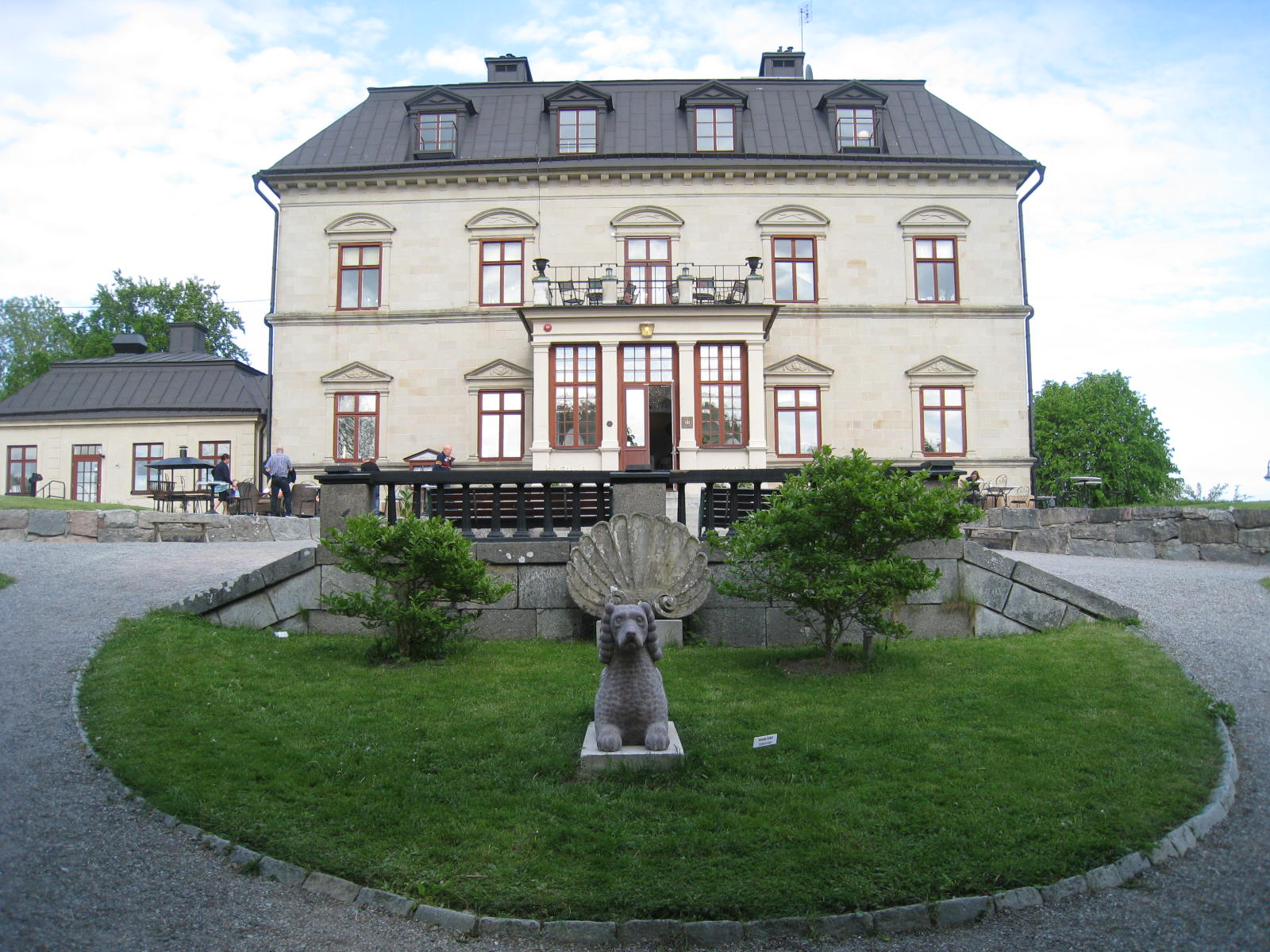
Huvudbyggnaden Görvälns slott.

När Järfälla hembygdsförening bildades 1974 hade Görvälns slotts huvudbyggnad stått tom sedan 1962. 1963 köpte Järfälla kommun den ytmässiga huvudparten av gården för 3 miljoner kronor. De sista innehavarna av gården avled, Torsten Friis avled 1967 och Lotty Friis avled 1968. Då köpte Järfälla kommun 1967 resterande delar inklusive området runt själva slottet för 3,5 miljoner kronor. Järfälla kommun blev ägare till Görvälns slott. Järfälla kommun rustade upp huvudbyggnaden i slutet av 1970-talet och upplät slottet för verksamhet 1983.
Åren 1981-1983 renoverade kommunen huvudbyggnaden för cirka 5 miljoner kronor och den invigdes 29 maj 1983 av kommunfullmäktiges ordförande Lars Gustafsson j:r i samband med Görvälndagen, som anordnades av Järfälla hembygdsförening och Järfälla kommuns kulturnämnd. Från 1 juli 1983 övertogs driften av Görvälns huvudbyggnad och norra flygeln av Arbetarnas bildningsförbund Norra Stor-Stockholm. Därefter drev ABF kursverksamhet och konferens- och kulturverksamhet samt uthyrning och servering med mera i byggnaderna till och med 31 december 1994. Därefter blev det på Görväln verksamhet med restaurang med kafé och festvåning, samt konferensverksamhet.

## Syfte och genomförande

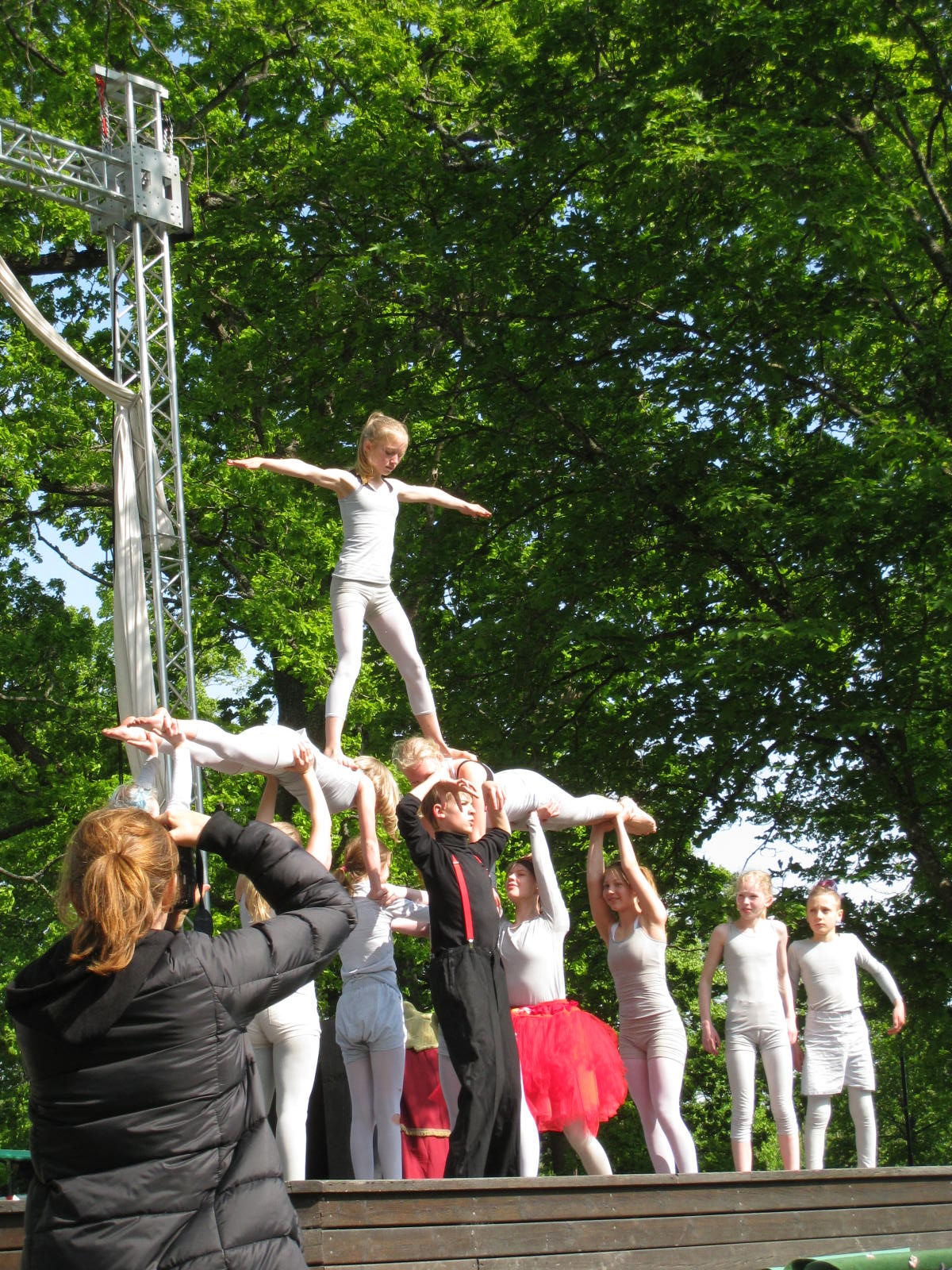
JaKan Cirkus från Kulturskolan i Järfälla uppträder.

Anledningen till att arrangera Görvälndagen vid Görvälns gård var att göra Görvälnområdet med sina kulturskatter mera känt och att framhålla behovet av att underhålla och vårda detta kulturarv. Från början var också ett annat viktigt syfte med Görvälndagen dagen att man skulle bidra till att skapa gemenskap och hemkänsla i kommunen. 
Antalet deltagare har under 2000-talet ökat. Uppskattningsvis brukar mellan 2 000 och 5 000 besökare infinna sig beroende på vädret. Programmet under Görvälndagen har under varje år varit ungefär detsamma. Man har tal och musik samt dans i olika former. På scenen visas olika teaterföreställningar. Olika typer av hantverkare demonstrerar sina verksamheter. Man arrangerar tipspromenader, naturstigar och visning av slottsparken samt ordnar med rundvandring i skulpturparken. Ett stående inslag har också varit cirkusföreställning under de senare åren. Under dagen brukar också pågå hantverk, skjuts med häst och vagn och fårvallning, som visas av Föreningen Görvälnlammet. Görvälns gårdsmuseum har öppet och slottscaféet brukar vara öppet med smörgåsar, kaffe och bröd. Görvälns koloniträdgårdsförening har kaffeservering och hembakat bröd. Böcker och skrifter om Järfälla säljs av Järfälla hembygdsförening vid bokbord.
Förvaltningarna Järfälla kultur och Järfälla park- och naturavdelning har hela tiden varit medarrangörer. Redan från starten lämnade Kulturnämnden (under en period var det Jakobsbergs kommundelsnämnd) ett bidrag. Föreningen Järfälla folkdansgille har varit med från början och Naturskyddsföreningen anslöt sig redan 1975. Satsningar på de unga genom barnteater och clowner gjordes redan i slutet av 1970-talet. Civilförsvarsförbundet (som tidigare hette Civilförsvarsföreningen) har under senare år varit en aktiv medarrangör. Både kommunala nämnder och förvaltningar samt ett flertal andra olika föreningar i Järfälla brukar verka tillsammans för att arrangera Görvälndagen.

## De första åren
Görvälndagen anordnades under de tre första åren i september månad, men från 1977 började man att arrangera dagen i maj eller juni. Därefter har man sedan 2004 fortsatt att fira Görvälndagen på Sveriges nationaldag den 6 juni varje år. När Nationaldagen blev en helgdag ökade deltagarantalet på Görvälndagen väsentligt. Från scenen berättades och visades Görvälns historia under de första åren. Det första året som Görväldagen anordnades var det cirka 400 deltagare, men sedan har antalet deltagare ökat successivt. För perioden 1974-1999 var medelantalet deltagare ungefär detsamma som under det första året.

## Görvälnpris
I Järfälla är ett Görvälnpris, Görvälns kulturpris, instiftat för "att stödja intressanta projekt på kulturområdet som utvecklar Görvälns slottspark med omgivningar". Priset har delats ut på Görvälndagen sedan 1997. Priset kan tillfalla antingen enskilda personer eller föreningar. Görvälnpriset är sponsrat av SAAB (Saab AB) i Järfälla. Järfälla hembygdsförening fick priset år 2001. Som representant för Järfälla Hembygdsförening mottog ordföranden Lars Gustafsson j:r priset den 20 maj 2001. Priset överlämnades då av Björn Erman som representant för ledningen på SAAB.

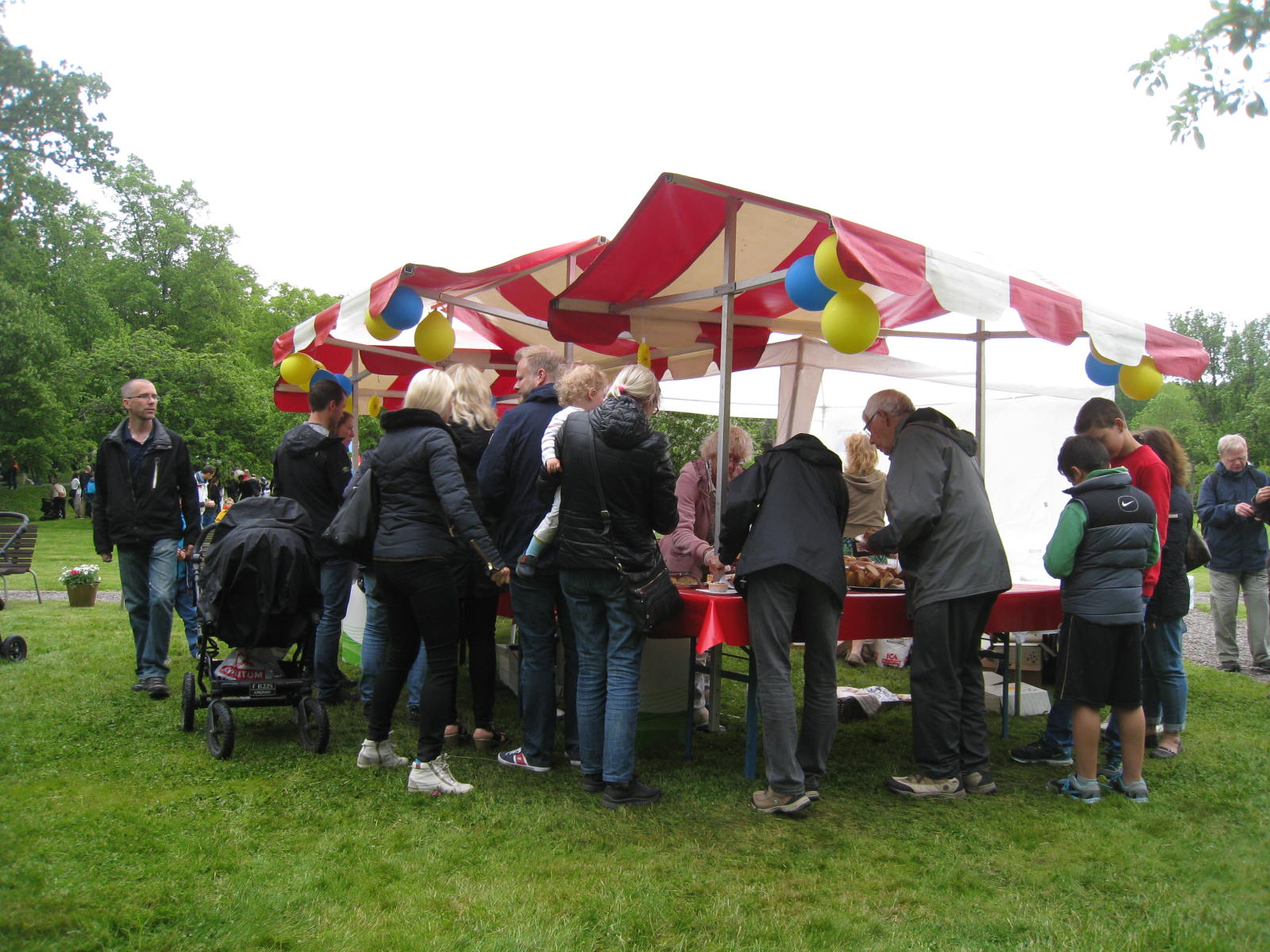
Försäljning av hembakat kaffebröd av Görvälns koloniträdgårdsförening.
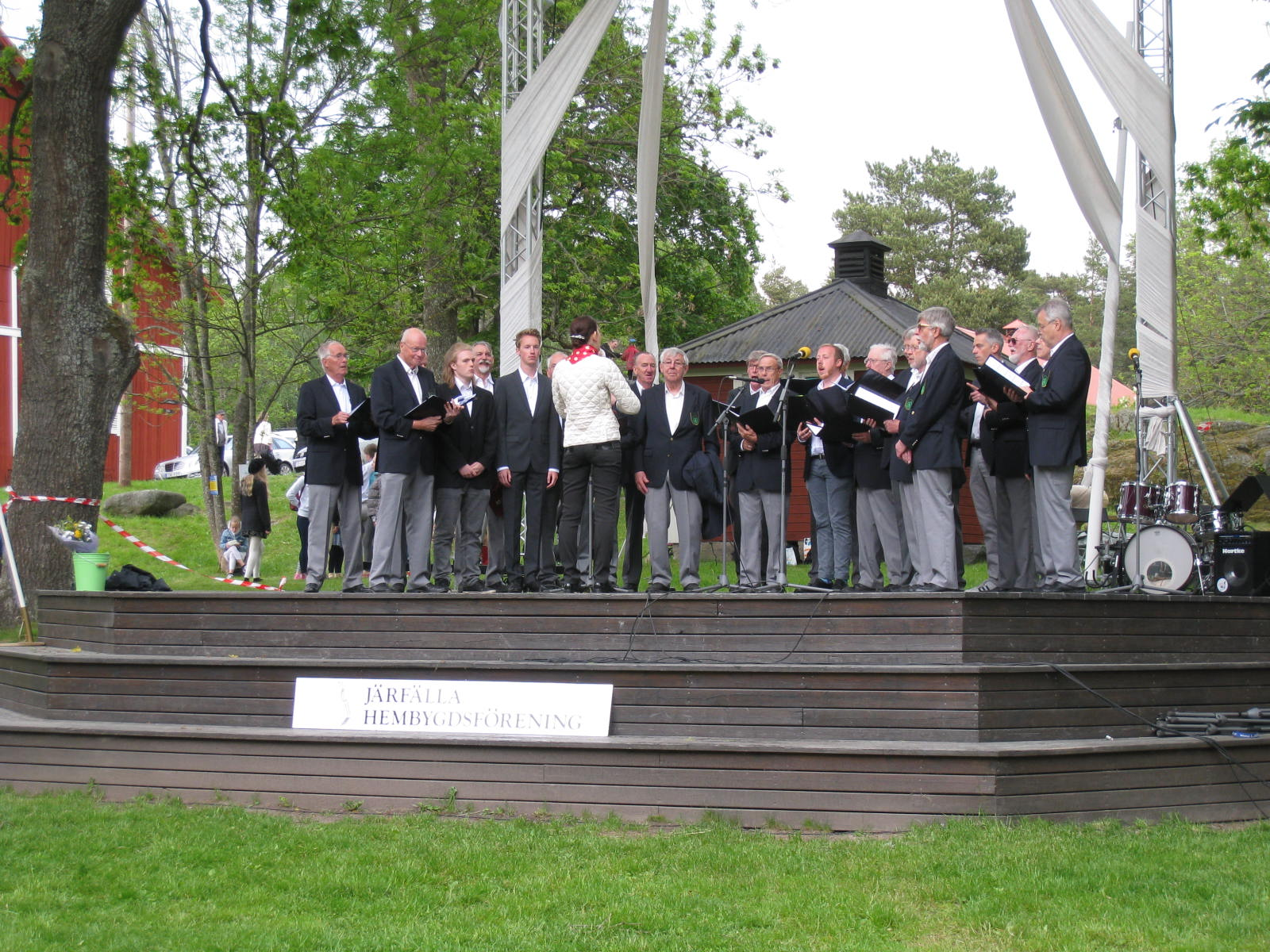
Järfälla Manskör sjunger.
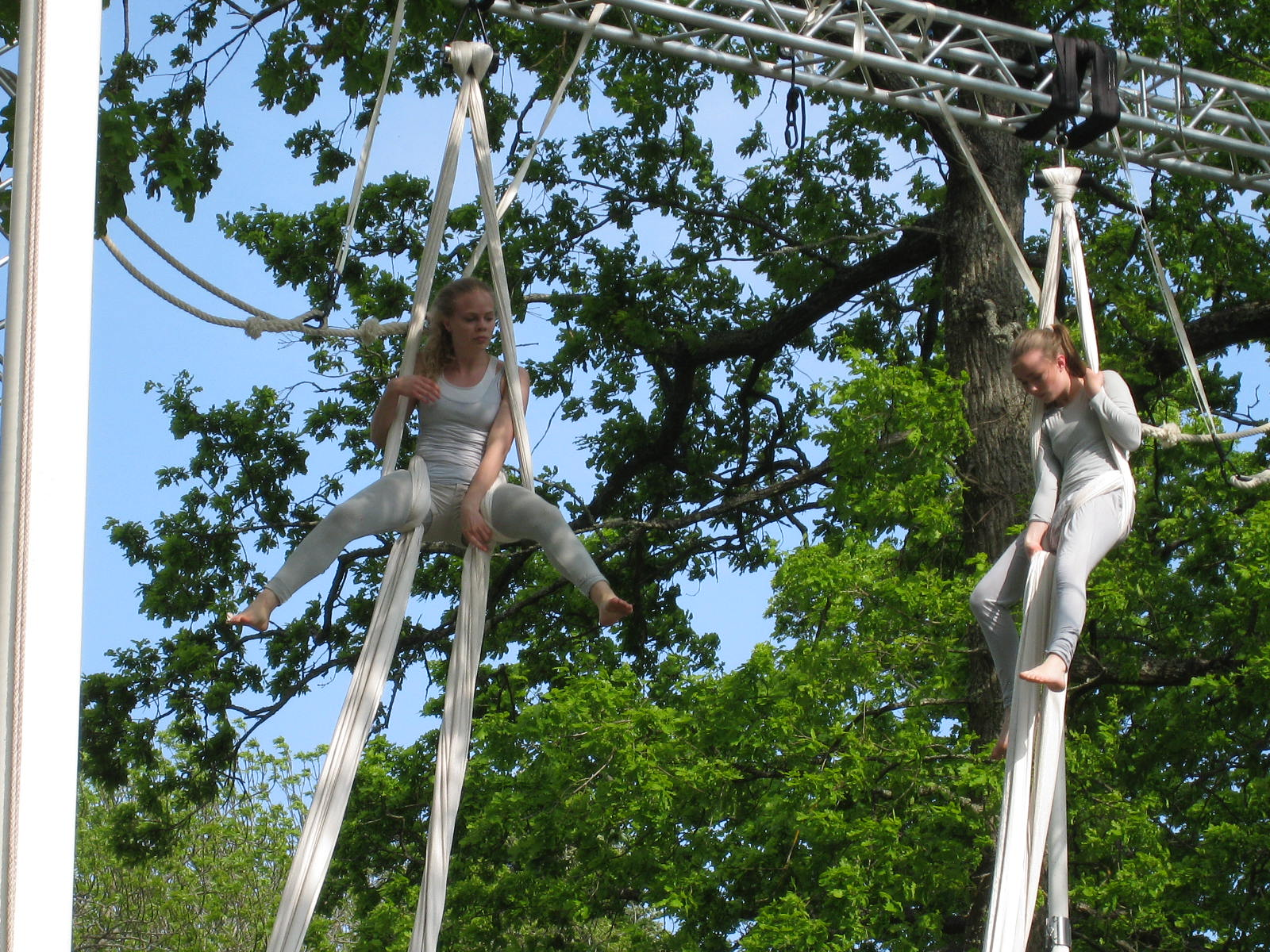
JaKan Cirkus, Kulturskolan, visar sin akrobatikkonst.
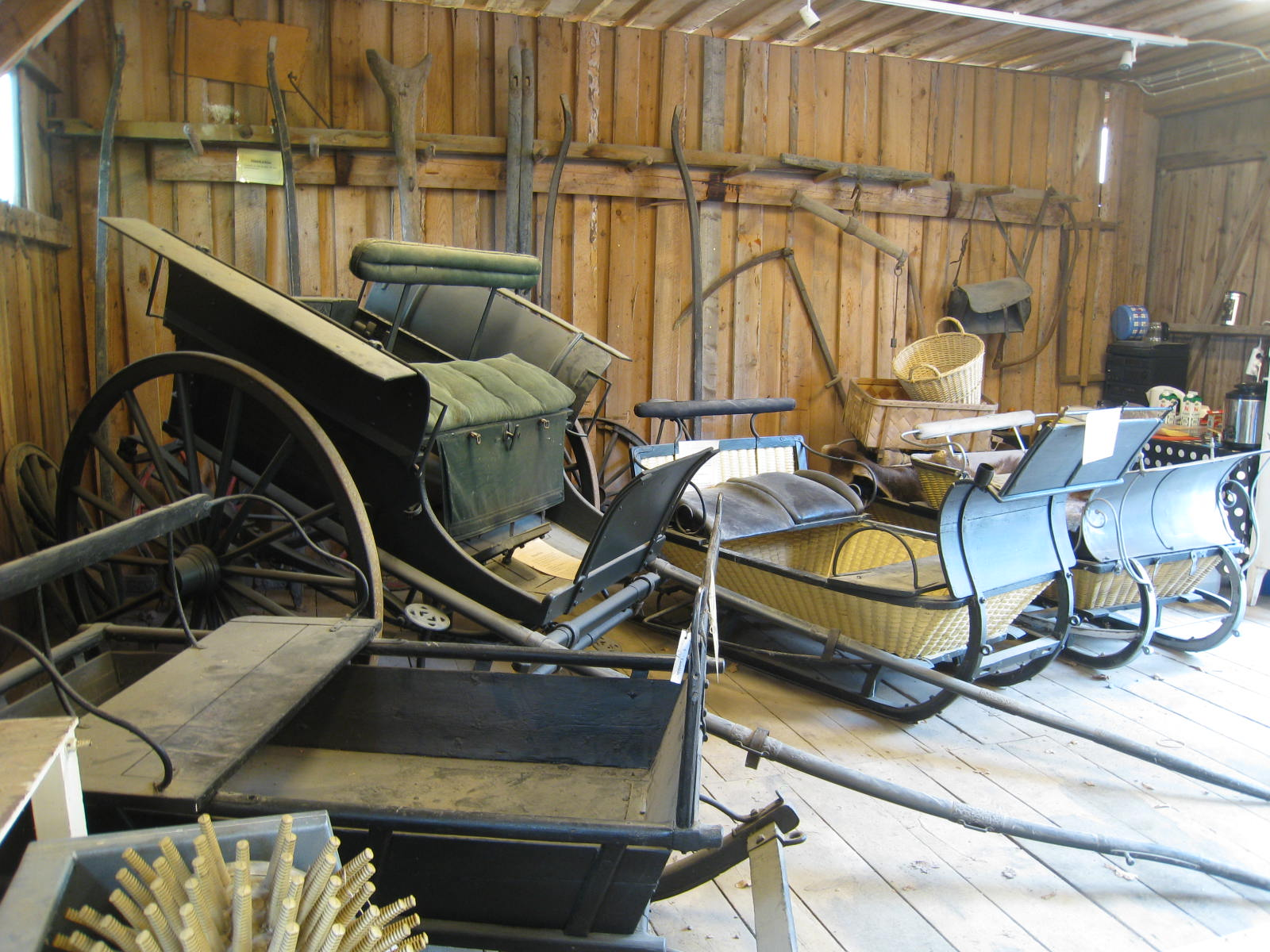
Finvagnslidret vid Görvälns gårdsmuseum visas under dagen.
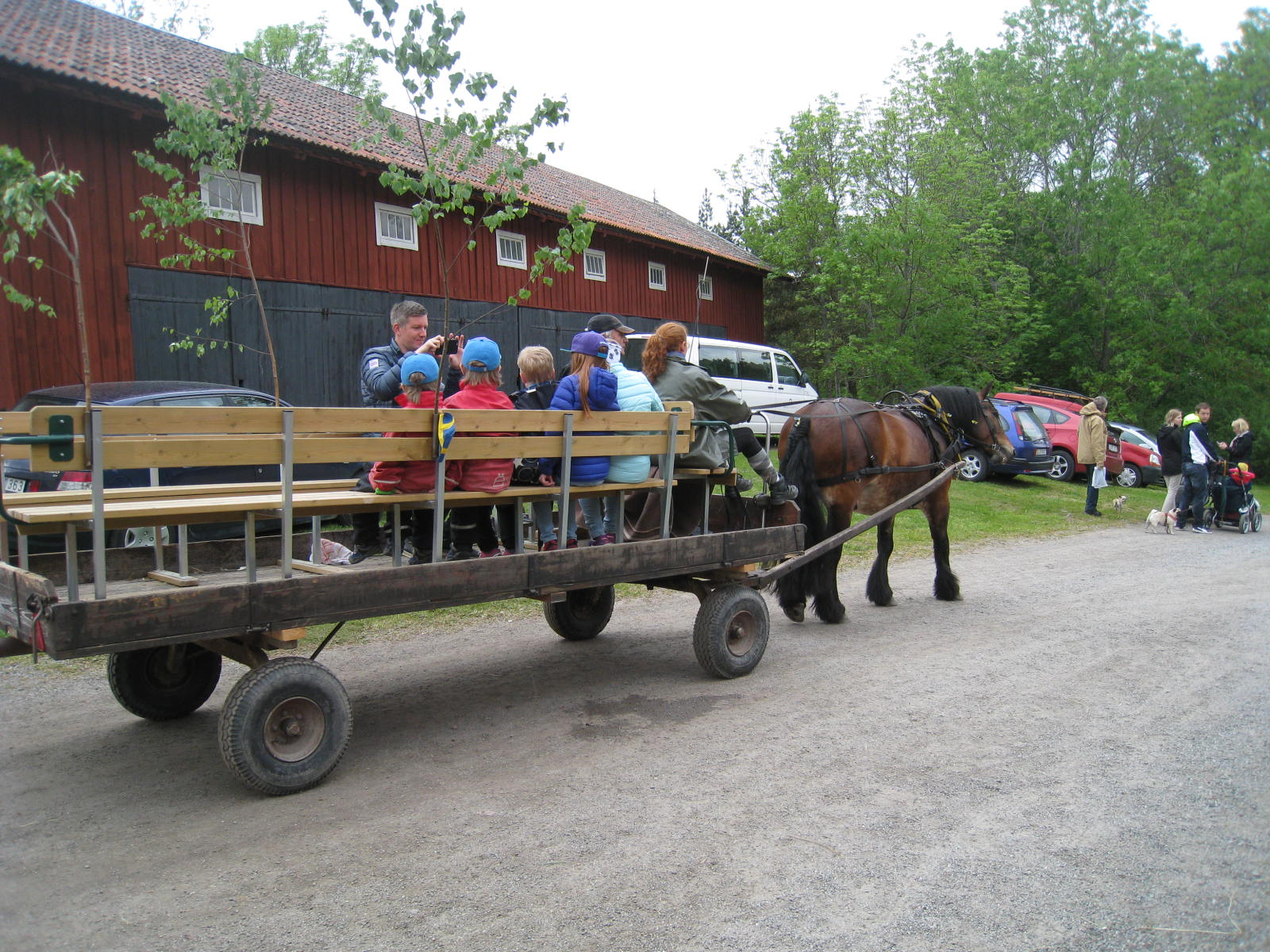
Skjuts med häst och vagn.
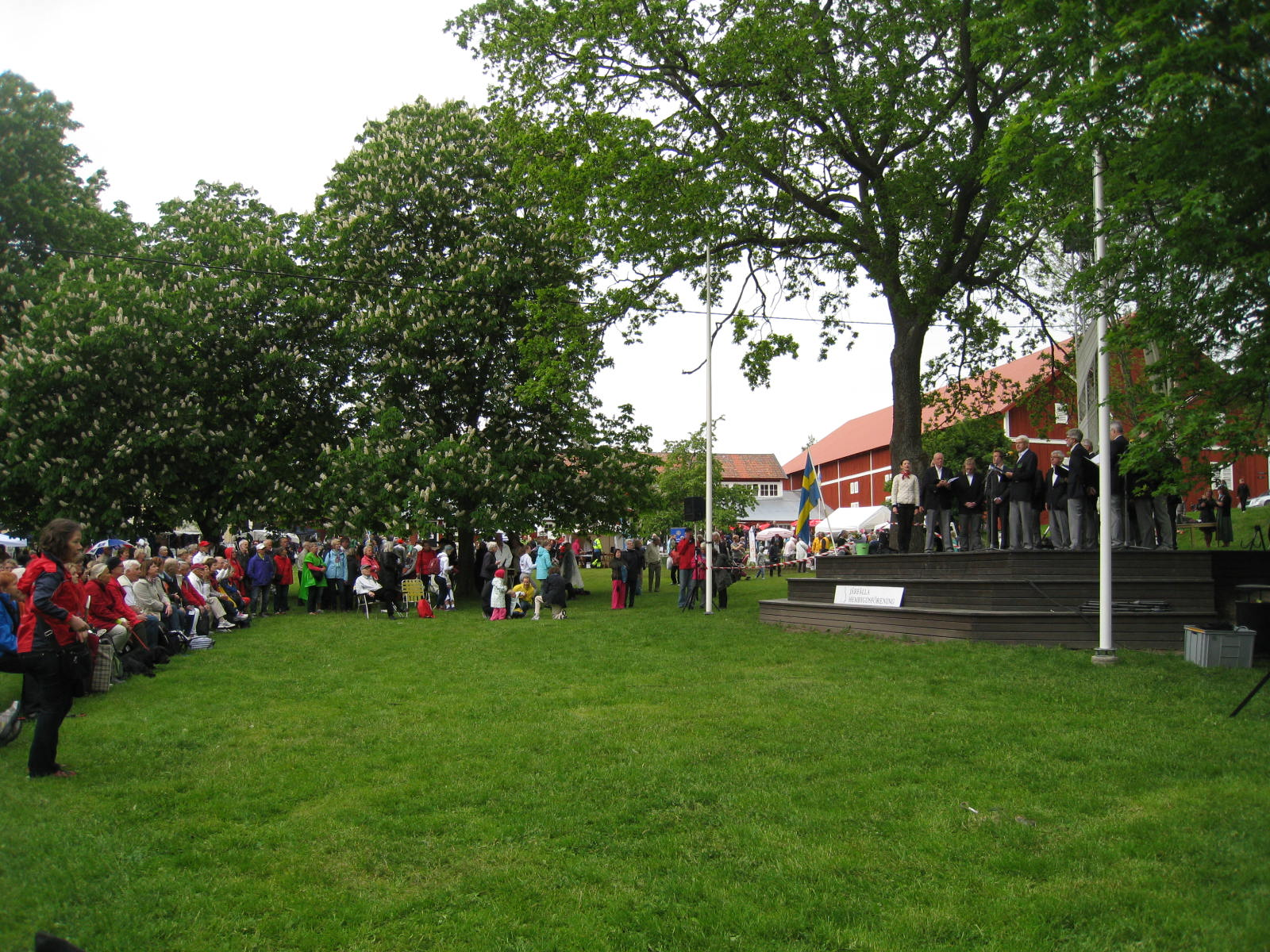
Friluftsscenen.